# 遊離
化学における遊離とは、なんらかの化学種が結合していない状態にあること、および結合が切れることを指す用語である。様々な化学種に対してそれぞれ若干異なった用いられ方をする。

## 用例
遊離原子 英: free atom

分子や多原子イオンを形成していない、単一の中性原子を指す。
例
遊離炭素
遊離酸・遊離塩基 英: free acid, free base

塩を形成せず、電離もしていない酸または塩基を指す。
遊離基 英: free radical

フリーラジカルとも。結合が切れて不対電子を持った置換基を指す。
遊離アミノ酸 英: free amino acid
タンパク質やペプチドを形成していない、単分子のアミノ酸を指す。